# Tillie Olsen
Pour les articles homonymes, voir Olsen et Tillie.
Tillie Olsen, (Tillie Lerner Goldfarb Olsen, née Tillie Lerner) est née le 14 janvier 1912 à Omaha dans l'État du Nebraska et morte le 1er janvier 2007 à Oakland dans l'État de la Californie, est une essayiste et universitaire américaine qui a été une des leaders du mouvement féministe dit de la première vague.

## Biographie

### Jeunes années
Tillie Olsen,,, est la fille de Samuel et Ida Beba Lerner, une famille d'immigrants issue de la communauté juive russe installée à Omaha,. Elle quitte prématurément - et de son plein gré - la Omaha Central High School pour travailler. Elle est aussi organisatrice de syndicat et militante socialiste. Dans les années 1930, elle est brièvement membre du Parti communiste américain. En 1934, elle séjourne brièvement en prison pour avoir organisé un syndicat d'ouvriers agricoles, expérience qu'elle rapporte dans The Nation et le Partisan Review. Elle déménage par la suite à Berkeley, en Californie.

### Carrière
Sa carrière débute quand elle tente de décrire la situation politique contemporaine et ses propres ambitions dans un roman qu'elle entreprend dans les années 1930 (elle n'a alors que 19 ans). Bien que seul un extrait du premier chapitre ait été publié dans le Partisan Review, elle signe avec la maison d'édition Random House. En raison de son rôle de mère, de ses responsabilités et de son travail, elle abandonne toutefois l'écriture du roman. Inachevé, il sera publié en 1974 dans Yonnondio (en)
En 1961, elle publie Tell Me a Riddle,, recueil de nouvelles mettant pour la plupart en scène les personnages d'une même famille. Il lui vaut un O. Henry Award la même année dans la catégorie "meilleure nouvelle américaine".
Sa première œuvre de non-fiction, Silences, est une analyse des périodes silencieuses des écrivains. Elle y parle du blocage de l'écrivain, des œuvres non publiées et les problèmes que rencontrent les auteurs issus de la classe ouvrière, en particulier les femmes qui doivent trouver du temps à consacrer à leur art. La deuxième partie du livre est une étude de l'œuvre de Rebecca Harding Davis, auteure de petite renommée et rédige un commentaire biographique du livre Life in the iron mills; or, The korl woman de Rebecca Harding édité en 1972,. Davis Tillie Olsen mène ses recherches et rédige le livre à la bibliothèque de San Francisco.
En 1969, elle est engagée comme professeur au Amherst College (Amherst, dans le Massachusetts).

### Vie privée
Elle meurt le 1er janvier 2007, à Oakland dans le comté d'Alameda en Californie,,.

### Archives
Les Archives de Tillie Olsen sont déposées à l'Université de Stanford (Californie).

## Postérité
Bien qu'elle ait publié peu de livres, Tillie Olsen reste une auteure influente dans le domaine de la condition féminine et de la pauvreté chez les femmes, en insistant sur les auteures, souvent mal considérées. Son œuvre a été reconnue durant la grande période d'activisme politique et social du féminisme mais cette notoriété lui a valu des critiques, notamment quant à son passé au Parti communiste, qui aurait influencé sa pensée.

## Prix et distinctions
Entre autres récompenses, Olsen a été couronnée par le Rea Award for the Short Story (en) en 1994 pour l'ensemble de ses nouvelles.

## Œuvres
- Tell Me a Riddle, New York, Delacorte Press (réimpr. 1961, 1971, 1989, 1994, 2022) (1re éd. 1956), 132 p. (ISBN 9780385290104, OCLC 19479227, lire en ligne),
- Yonnondio : From the Thirties, 2004 (réimpr. 2004, éd.  Bison Books) (1re éd. 1974, éd. Delacorte Press), 216 p. (ISBN 978-0-8032-8621-4, lire en ligne),
- Silences, 2003 (réimpr. 1 avril 2003, éd. The Feminist Press at CUNY) (1re éd. 1978, éd.  Delacorte Press/Seymour Lawrence), 328 p. (ISBN 978-1-55861-440-6, lire en ligne),
- Mother to Daughter, Daughter to Mother : A Daybook and Reader, Old Westbury, Etat de New York, Feminist Press (réimpr. 1993) (1re éd. 1984), 316 p. (ISBN 9780935312379, OCLC 760526357, lire en ligne),

## Pour Approfondir

#### Notices dans des encyclopédies et manuels de références
- (en-US) Cathy N. Davidson & Linda Wagner-Martin, The Oxford companion to women's writing in the United States, Oxford University Press, USA, 5 janvier 1995, 1021 p. (ISBN 978-0-19-506608-1, lire en ligne), p. 642-643,
- (en-US) Deborah Klezmer (dir.) et Anne Commire (dir.), Women in World History : a Biographical Encyclopedia, vol. 12 : O-Q, Waterford, Connecticut, Yorkin Publications / Gale Group (réimpr. 2001) (1re éd. 1999), 896 p. (ISBN 9780787640712, OCLC 718504850, lire en ligne), p. 100-107,
- (en-US) Merriam Webster's Dictionary of American Writers, Springfield, Massachusetts, Merriam-Webster, 2001, 564 p. (ISBN 978-0-87779-022-8, lire en ligne), p. 311-312,
- (en-US) Elizabeth H. Oakes, American Writers, New York, Facts on File, 2004, 433 p. (ISBN 978-0-8160-5158-8, lire en ligne), p. 264-265,
- (en-US) Steven G. Kellman, Magill's Survey of American Literature, vol. 5, Pasadena, Californie, Salem Press (réimpr. 1994, 2007) (1re éd. 1991), 520 p. (ISBN 978-1-58765-290-5, lire en ligne), p. 1951-1958,

#### Essais
- (en-US) Abigail A. Martin, Tillie Olsen, Boise, Idaho, Boise State University, 1984, 54 p. (ISBN 978-0-88430-039-7, lire en ligne),
- (en-US) Elaine Neil Orr, Tillie Olsen and a Feminist Spiritual Vision, Jackson, Mississippi, University Press of Mississippi (réimpr. 2009) (1re éd. 1987), 226 p. (ISBN 9780878053001, OCLC 14717332, lire en ligne),
- (en-US) Mickey Pearlman (dir.), Tillie Olsen, Boston, Massachusetts, Twayne Publishers, coll. « Twayne's United States Authors Series, » (no 581), 1991, 192 p. (ISBN 9780805776324, lire en ligne),
- (en-US) Nancy Huse et Kay Hoyle Nelson, The Critical Response to Tillie Olsen, Greenwood Press, 28 avril 1994, 312 p. (ISBN 978-0-313-28714-5, lire en ligne),
- (en-US) Joanne S Frye, Tillie Olsen : A Study of the Short Fiction, Twayne Publishers, 1995, rééd. 25 juin 2010, 264 p. (ISBN 978-0-8057-1937-6, lire en ligne),
- (en-US) Constance Coiner, Better Red : The Writing and Resistance of Tillie Olsen and Meridel Le Sueur, University of Illinois Press, 1 janvier 1995, rééd. 1 janvier 1998, 328 p. (ISBN 978-0-252-06695-5, lire en ligne),

#### Articles anglophones

##### Années 1970-1989
- « Tillie Olsen's Reading List », Women's Studies Newsletter, vol. 1, no 2,‎ hiver 1972, p. 7 (1 page) (lire en ligne ),
- « Tillie Olsen's Reading List II Women: A List out of Which to Read », Women's Studies Newsletter, vol. 1, no 3,‎ printemps 1973, p. 3 (1 page) (lire en ligne ),
- « Tillie Olsen's Reading List III Women: A List out of Which to Read », Women's Studies Newsletter, vol. 1, no 4,‎ été 1973, p. 2 (1 page) (lire en ligne ),
- « Tillie Olsen'S Reading List IV: A List out of Which to Read, Extend Range, Comprehension », Women's Studies Newsletter, vol. 2, no 1,‎ hiver 1974, p. 4-5 (2 pages) (lire en ligne )
- Linda Heinlein Kirschner, « I Stand Here Ironing by Tillie Olsen », The English Journal, vol. 65, no 1,‎ janvier 1976, p. 58-59 (2 pages) (lire en ligne ),
- Annette Bennington McElhiney, « Alternative Responses to Life in Tillie Olsen's Work », Frontiers: A Journal of Women Studies, vol. 2, no 1,‎ printemps 1977, p. 76-91 (16 pages) (lire en ligne ),
- Deborah Rosenfelt, « From the Thirties: Tillie Olsen and the Radical Tradition », Feminist Studies, vol. 7, no 3,‎ automne 1981, p. 371-406 (36 pages) (lire en ligne )
- Rose Kamel, « Literary Foremothers and Writers' Silences: Tillie Olsen's Autobiographical Fiction », MELUS, vol. 12, no 3,‎ automne 1985, p. 55-72 (18 pages) (lire en ligne ),
- Bonnie Lyons, « Tillie Olsen: The Writer as a Jewish Woman », Studies in American Jewish Literature (1981-), no 5,‎ 1986, p. 89-102 (14 pages) (lire en ligne ),

##### Années 1990-2009
- Constance Coiner, « "No One's Private Ground": A Bakhtinian Reading of Tillie Olsen's "Tell Me a Riddle" », Feminist Studies, vol. 18, no 2,‎ été 1992, p. 257-281 (25 pages) (lire en ligne ),
- Jean Pfaelzer, « Tillie Olsen's "Tell Me a Riddle": The Dialectics of Silence », Frontiers: A Journal of Women Studies, vol. 15, no 2,‎ 1994, p. 1-22 (22 pages) (lire en ligne ),
- Lisa Orr, « "People Who Might Have Been You": Agency and the Damaged Self in Tillie Olsen's "Yonnondio" », Women's Studies Quarterly, vol. 23, nos 1/2,‎ été 1995, p. 219-228 (10 pages) (lire en ligne ),
- Mara Faulkner, « Tillie Olsen and the Erotic Connection: A First Response », Frontiers: A Journal of Women Studies, vol. 18, no 3,‎ 1997, p. 150-154 (5 pages) (lire en ligne ),
- Linda Ray Pratt, « Mediating Experiences in the Scholarship of Tillie Olsen », Frontiers: A Journal of Women Studies, vol. 18, no 3,‎ 1997, p. 130-134 (5 pages) (lire en ligne ),
- Lydia A. Schultz, « Flowing against the Traditional Stream: Consciousness in Tillie Olsen's "Tell Me a Riddle" », MELUS, vol. 22, no 3,‎ automne 1997, p. 113-131 (19 pages) (lire en ligne ),
- Anthony Dawahare, « "That Joyous Certainty": History and Utopia in Tillie Olsen's Depression-Era Literature », Twentieth Century Literature, vol. 44, no 3,‎ automne 1998, p. 261-275 (15 pages) (lire en ligne ),
- Pamela Major, « Tillie Olsen—"I Came to Writing": An Oral History », Writing on the Edge, vol. 10, no 1,‎ hiver 1998 / 1999, p. 102-110 (9 pages) (lire en ligne ),
- Joanne S. Frye, « Placing Children at the Fulcrum of Social Change: Antiracist Mothering in Tillie Olsen's "O Yes" », Tulsa Studies in Women's Literature, vol. 18, no 1,‎ printemps 1999, p. 11-28 (18 pages) (lire en ligne ),
- Chris Robé, « Saint Mazie: A Socialist-Feminist Understanding of Film in Tillie Olsen's "Yonnondio: From the Thirties" », Frontiers: A Journal of Women Studies, vol. 25, no 3,‎ 2004, p. 162-177 (16 pages) (lire en ligne ),
- Ericka Lutz, « The Things She Gave Me, The Things I Took Away: A Remembrance of Tillie Olsen, January 14, 1912-January 1, 2007 », Off Our Backs, vol. 37, nos 2/3,‎ 2007, p. 12-13 (2 pages) (lire en ligne ),

##### Années 2010-2019
- Corinna K. Lee, « Documents of Proletarian Fiction: Tillie Olsen's Yonnondio: From the Thirties », Journal of Modern Literature, vol. 36, no 4,‎ été 2013, p. 113-132 (20 pages) (lire en ligne ),
- Robin Dizard, « "My Tape-Recorder Ear": An Interview with Tillie Olsen », The Massachusetts Review, vol. 55, no 2,‎ été 2014, p. 282-294 (13 pages) (lire en ligne ),
- Raymond A. Mazurek, « Rebecca Harding Davis, Tillie Olsen, and Working-Class  Representation », College Literature, vol. 44, no 3,‎ été 2017, p. 436-458 (23 pages) (lire en ligne ),